# Guaireña Fútbol Club
Guaireña Fútbol Club es una entidad deportiva de la segunda división del fútbol paraguayo en el Departamento de Guairá. Fue fundada en el año 2016 sobre la base de los clubes de la Liga Guaireña de Fútbol cuya selección obtuvo el derecho de competir en la División Intermedia (Segunda División) del fútbol paraguayo, luego de coronarse campeón del Campeonato Nacional de Interligas en la Temporada 2015-16. Participó a partir de la temporada 2020 de la Primera División de Paraguay tras coronarse campeón de la Segunda División 2019.
Desde el año 2024 juega nuevamente en la División Intermedia del fútbol paraguayo.
Mantiende una rivalidad deportiva ante el Oventense Fútbol Club de la ciudad de Coronel Oviedo, en el denominado Clásico del centro del país.

## Historia

### Selección de la Liga Guaireña
La Liga Guaireña de Fútbol fue fundada el 18 de junio de 1916, y es pentacampeón del Campeonato Nacional de Interligas organizada por la Unión del Fútbol del Interior, en los campeonatos de 1938, 1950, 1954, 1981/82 y 2015/16.
Con el último título la Liga Guaireña ganó también el derecho de ascender a la Segunda División de la Asociación Paraguaya de Fútbol, denominada División Intermedia, en la que competirá desde la temporada 2017. Para competir en una división de la Asociación Paraguaya de Fútbol la Liga Guaireña no puede participar como selección, por lo que debió refundarse como club, por lo que se resolvió fundar Guaireña Fútbol Club.
La Liga Guaireña de Fútbol ya había participado antes en la Primera División B Nacional (Tercera División), intentando el ascenso a la División Intermedia, pero en sus participaciones en las temporadas 2013, 2014 y 2015 no pudo lograr su objetivo.

### Accede a las competencias de la APF
La temporada 2017 es su año de debut en una división de la Asociación Paraguaya de Fútbol, en este caso la Segunda División, denominada División Intermedia. En diciembre de 2016 el club realizó la presentación oficial de su indumentaria y cuerpo técnico de cara a la próxima temporada, y en enero de 2017 inició las actividades de pretemporada. Entre los partidos amistosos de preparación logró una victoria por 2-1 ante el club General Díaz de la Primera División.
Inició oficialmente a competir en la División Intermedia 2017 el 19 de marzo, debutando con una victoria en condición de local por el marcador final de 1 a 0 ante el club River Plate.
En la temporada 2018 el club estuvo a tan sólo a 90 minutos de consumar su ascenso a la Primera División, ya que para que esto fuera factible necesitaba una combinación de resultados y ganar su propio partido para ascender, o por lo menos para jugar un partido extra por el ascenso; pero al final el domingo 23 de septiembre de 2018, en un polémico partido donde ambos equipos acabaron el encuentro con 9 hombres, Guaireña igualó 0-0 con R.I. 3 Corrales. De esta manera el club terminó el campeonato en la cuarta posición.

### Ascenso a la Primera División
En la temporada del 2019 logra coronarse campeón de la intermedia tras derrotar a Fernando de la Mora por 2-1 en la fecha 29, y con ese resultado logró ascender a la  Primera División de Paraguay.
En enero del 2020 se produce el debut en la categoría de honor ante Nacional, fue un mal inicio, pues caía derrotado por 3 goles contra 0. En el segundo partido, ante River Plate logró su histórico primer triunfo en Primera División en lo que fue también su primer partido de local.
El autor del histórico primer gol en Primera División fue Antonio Marín.

### Clasificación a la Copa Sudamericana 2021
En su primer año en la máxima categoría del Fútbol Paraguayo, logró posicionarse en el sexto lugar de la Tabla Acumulativa y clasificó por primera vez a un torneo internacional organizado por la Conmebol, la Copa Sudamericana 2021. Al año siguiente nuevamente participa en dicho certamen continental, logrando por primera vez sortear la primera ronda y meterse a fase de grupos en donde acabaría ocupando el segundo lugar, dos puntos por detrás del SC Internacional de Porto Alegre contra quien igualó ambos partidos 1 a 1.

### Relegación a la División Intermedia
En su cuarta temporada en la División de Honor del fútbol paraguayo, el Albiceleste perdió la categoría en la última fecha del año ante el Sportivo Trinidense, que le propinó una durísima derrota 7 a 2. La victoria del Triki condenó al Gua'i a regresar a la División Intermedia, al finalizar en el penúltimo lugar de la tabla de promedios.

## Estadio
El club ejerce su localía en el estadio Parque del Guairá, que tiene una capacidad para 15.000 personas.

## Datos del club
- Temporadas en Primera División: 4 (2020, 2021, 2022 y 2023)
- Temporadas en Segunda División: 3 (2017, 2018, 2019 y 2024)
- Temporadas en Tercera División: 3 como Liga Guaireña (2013, 2014 y 2015)
- Presencias en Copa Paraguay: 5 (2018, 2019, 2021, 2022 y 2023)
- Presencias en Copa Sudamericana: 2 (2021 y 2022)

Estadísticas del Guaireña Fútbol Club
- Actualizadas a la finalización del Torneo Clausura 2023.

| Competición                  | Temporadas   | PJ  | PG | PE | PP | GF  | GC  | Mejor posición             |
| ---------------------------- | ------------ | --- | -- | -- | -- | --- | --- | -------------------------- |
| Primera División de Paraguay | 4            | 159 | 41 | 56 | 62 | 165 | 208 | Cuarto (semifinalista)     |
| Copa Paraguay                | 5            | 14  | 7  | 4  | 3  | 22  | 11  | Cuartos de final (3 veces) |
| Segunda División de Paraguay | 3            | 90  | 39 | 30 | 21 | 123 | 81  | Campeón (1 vez)            |
| Copa Sudamericana            | 2            | 10  | 3  | 5  | 2  | 14  | 14  | Fase de grupos (Segundo)   |
| Totales oficiales            | 8 temporadas | 273 | 90 | 95 | 88 | 324 | 314 | Campeón (1 vez)            |

- Antonio Marín fue el autor del primer histórico gol de Guaireña FC en la Primera División de Paraguay, lo hizo en la 2.ª jornada del Apertura 2020 en la victoria de 2 a 0 frente a River Plate

- Nildo Viera convirtió el gol número 100 de Guaireña FC en la Primera División de Paraguay, fue el 1 a 0 transitorio en la caída ante General Caballero JLM por la 4.ª fecha del Clausura 2022
- El D.T. Troadio Daniel Duarte Barreto fue el comandante del elenco guaireño de manera ininterrumpida desde mayo del 2018 hasta finales del 2022 (187 partidos)

## Participaciones internacionales
| Torneo                | Ediciones  |
| --------------------- | ---------- |
| Copa Sudamericana (2) | 2021, 2022 |

## Palmarés

### Torneos nacionales
| Torneos nacionales oficiales | Torneos nacionales oficiales | Torneos nacionales oficiales |
| Competición                  | Títulos                      | Subcampeonatos               |
| ---------------------------- | ---------------------------- | ---------------------------- |
| Segunda División (1/0)       | 2019                         |                              |
| Nacional Interligas (1/0)    | 2015/16                      |                              |
| Tercera División (0/1)       |                              | 2014                         |